# Leroy Vinnegar
Leroy Vinnegar (Indianapolis, 1928. július 13. – Portland, 1999. augusztus 3.) amerikai nagybőgős.

## Pályafutása
| Leroy Vinnegar                            | Leroy Vinnegar                            |
| Kattints az alábbi külső linkek egyikére! | Kattints az alábbi külső linkek egyikére! |
| ----------------------------------------- | ----------------------------------------- |
| Nem található szabad kép.(?)              |                                           |
| külső link · jogvédett                    | Leroy Vinnegar                            |

Vinnegar autodidakta nagybőgős-basszusgitáros volt. Az 1950-es, -60-as években Los Angelesben alapozta meg hírnevét. Védjegye volt a ritmikus, „sétáló” basszusvonal volt, a növekvő vagy csökkenő hangok folyamatos sorozata. Ezért ragad rá a Walker becenév. Dzsesszzenészi munkája mellett számos filmzenén és popalbumon is dolgozott, így például Van Morrison 1972-es albumán, a „Saint Dominic's Preview”-n.
Zenekarvezetőként és zenekai tagként egyaránt sok felvétel készítésében részt vett. Az 1950-es években Lee Konitz, André Previn, Stan Getz, Shorty Rogers, Chet Baker, Shelly Manne, Joe Castro és Serge Chaloff felvételein figyeltek fel rá.
Leroy Vinnegar André Previn és Shelly Manne „My Fair Lady” című albumán basszusgitározott. Ez volt a valaha készült egyik legsikeresebb dzsesszlemez. Játszott a dzsessznek egy másik nagy slágerlemezén, Eddie Harrison és a Swiss Movementen is, amely 1969-ben jelent meg.
Vinnegar a kaliforniai Hermosa Beach-i Lighthouse-ban és az 1950-es évek végén a Los angeles-i Diggers-ben is fellépett. 1986-ban az oregoni Portlandbe költözött. 1995-ben Oregon állam törvényhozása azzal tisztelte meg, hogy május 1-jét Leroy Vinnegar napjává nyilvánította.
Vinnegar szívrohamban halt meg 71 éves korában egy portlandi kórházban.

## Zenekarvezető
- 1957: Leroy Walks!
- 1963: Leroy Walks Again!!
- 1964: Jazz’s Great Walker
- 1973: Glass Of Water
- 1974: The Kid
- 1995: Integrity − The Walker Live at Lairmont

## Zenekari tag
- 1956: Shelly Manne: My Fair Lady
- 1958: Sonny Rollins: Sonny Rollins and the Contemporary Leaders
- 1975: Sonny Criss: Saturday Morning
- 1977: Dolo Coker: Kalifornia Hard
- 1977: Red Garland: Keystones!
- 1977 és 2014: Dolo Coker: Swingin’ on the Korner: Live at Keystone Korner
- 1978: Kenny Drew senior: Home Is Where The Soul Is, For Sure!

## Díjak
- 1995: Leroy Vinnegar napja lett Oregon államban május elseje.